# Centraal-Aziatische voetbalbond
De Centraal-Aziatische voetbalbond is een voetbalbond voor Centraal-Aziatische landen. De afkorting van deze voetbalbond is CAFA (Central Asian Football Association). De bond organiseert verschillende toernooien. Het hoofdkantoor staat in Doesjanbe, de hoofdstad van Tadzjikistan.
In de jaren voorafgaand aan de opening namen twee landen, Afghanistan en Iran het initiatief tot het oprichten van een op dat moment nieuwe voetbalbond. Een aantal omringende landen werd uitgenodigd om mee te denken tot de oprichting van deze nieuwe voetbalbond voor landen in Centraal-Azië.
De plannen tot de oprichting van deze nieuwe voetbalbond werden goedgekeurd op het AFC-congres dat werd gehouden op 9 juni 2014 in São Paulo.

## Leden
Twee van de leden waren eerder lid van een andere voetbalbond. Afghanistan was tussen 2005 en 2015 lid van de Zuid-Aziatische voetbalbond en Iran was tussen 2001 en 2014 lid van de West-Aziatische voetbalbond.
| Land         | Lid vanaf | Nationale bond             |
| ------------ | --------- | -------------------------- |
| Afghanistan  | 2015      | Afghaanse voetbalbond      |
| Iran         | 2015      | Iraanse voetbalbond        |
| Kirgizië     | 2015      | Kirgizische voetbalbond    |
| Oezbekistan  | 2015      | Oezbeekse voetbalfederatie |
| Turkmenistan | 2015      | Turkmeense voetbalbond     |
| Tadzjikistan | 2015      | Tadzjiekse voetbalbond     |

## Voorzitters
| Voorzitter       | Periode   |
| ---------------- | --------- |
| Mirabror Usmanov | 2015–2018 |
| Umid Ahmadjonov  | 2018–2019 |
| Rustam Emomali   | 2019–     |

## Toernooien
- Centraal-Aziatisch kampioenschap voetbal, een toernooi voor de nationale mannenelftallen.
- Centraal-Aziatisch kampioenschap voetbal mannen onder 23, een toernooi voor de nationale mannenelftallen onder de 23 jaar.
- Centraal-Aziatisch kampioenschap voetbal mannen onder 18, een toernooi voor de nationale mannenelftallen onder de 18 jaar.
- Centraal-Aziatisch kampioenschap voetbal mannen onder 16, een toernooi voor de nationale mannenelftallen onder de 16 jaar.
- Centraal-Aziatisch kampioenschap voetbal mannen onder 15, een toernooi voor de nationale mannenelftallen onder de 15 jaar.
- Centraal-Aziatisch kampioenschap voetbal, een toernooi voor de nationale vrouwenelftallen.
- Centraal-Aziatisch kampioenschap voetbal vrouwen onder 23, een toernooi voor de nationale mannenelftallen onder de 23 jaar.
- Centraal-Aziatisch kampioenschap voetbal vrouwen onder 19, een toernooi voor de nationale mannenelftallen onder de 19 jaar.
- Centraal-Aziatisch kampioenschap voetbal vrouwen onder 17, een toernooi voor de nationale mannenelftallen onder de 17 jaar.
- Centraal-Aziatisch kampioenschap voetbal vrouwen onder 16, een toernooi voor de nationale mannenelftallen onder de 15 jaar.